# Holding
Holding (zkráceně hld., Hld., Hld) neboli koncern je sdružení obchodních korporací, z nichž jedna korporace ostatní korporace řídí.

## Popis holdingu
Pro holding je charakteristické to, že jedna obchodní společnost (holdingová neboli mateřská společnost) prostřednictvím vlastnictví rozhodujícího kapitálového podílu (např. nadpoloviční většiny akcií) nebo na základě jiných skutečností ovládá a usměrňuje jednu společnost nebo více společností (dceřiná společnost).
Všechny obchodní společnosti, které tvoří holding, jsou právně samostatnými subjekty. Holding sám právní subjektivitu nemá, ale je sdružením (konsorciem) bez právní subjektivity.
Společnosti, které spolu tvoří holding, mají v praxi nejčastěji právní formu akciové společnosti.

## Právní úprava holdingu
Holding neboli koncern je v České republice rámcově upraven v § 71–91 zákona č. 90/2012 Sb., o obchodních korporacích.
Zákon používá důsledně pojem koncern a dále pojmy jako řídící a řízené osoby, jednotné řízení apod. Například Československá obchodní banka a. s. je, jak sama uvádí, řídící osobou Koncernu ČSOB.
Ze zahraničních právních úprav bývá za nejpropracovanější označována německá úprava holdingu.[zdroj?]

## Výhody holdingu
Holding spojuje výhody velkých podniků (např. ekonomickou sílu, kapacitní možnosti, významnější postavení na trhu) s výhodami podniků menších jednotek holdingu (např. pružnost). K výhodám holdingového uspořádání zpravidla patří i diverzifikace činnosti uvnitř seskupení; holding má také předpoklady tvořit silnější rezervní fondy.